# 番子路 (臺中市)
番子路，原寫為番仔路，是臺灣臺中市太平區的一個傳統地域名稱，位於該區西北部。相較於今日行政區，其範圍大致包括新興里、新光里、新福里、新高里。

## 歷史
台灣清治末期至日治初期，番子路地區為一街庄，稱為「番仔路庄」，隸屬於藍興堡。該庄北與水景頭庄為鄰，東與三汴庄為鄰，南邊為旱溪庄，西邊隔旱溪與東勢仔庄、三十張犁庄為界。
1901年（日治明治三十四年）11月，全台廢縣廳改設二十廳，該庄隸屬於臺中廳。1903年（明治三十六年）6月，該庄編入「大平區」，隸屬於臺中廳。1909年（明治四十二年）10月，合併二十廳為十二廳，大平區隸屬不變。1920年（大正九年），全台地方制度大改正，廢十二廳改設五州二廳，該庄改制並雅化為「番子路」大字，隸屬於臺中州大屯郡大平庄。
戰後大平庄改制為太平鄉，隸屬於臺中縣，大字亦改制為村。1996年，太平鄉因人口達15萬人，升格成為太平市，村亦改制為里。2010年12月，臺中縣市合併為直轄臺中市，太平市改制為太平區。

## 聚落
本地區發展較早的聚落為番仔路，在日治期初期的官方地圖上已有記載。

## 交通
省道台74線原稱「中彰快速道路」，現稱「快官霧峰線」，是彰化縣快官繞行臺中市區外圍至霧峰的快速道路，大致以北北東—南南西走向蜿蜒經過本地區東部邊界地帶。由該道路向北北東轉北繞大彎轉西可經潭子前往北屯西北部、西屯、南屯、烏日等地，向南南西可前往太平與台中市區交界地帶、大里、霧峰等地。
區道中89-3線（中山路四段）是宜欣至坪林的道路，其西側端點位於本地區南部偏東的區道中128線終點路口，並與區道中128-1線終點相接。由此向東北東轉東南東經過省道台74線高架橋下並出境後，轉東北東可前往三汴中部並止於市道129號路口。
區道中128線（中山路四段、精武東路）是新福里至新高里的道路，其西側端點位於本地區西南部太平區、東區交界處。由此向東微北，出境後轉東北東，即止於再度入境邊界點的區道中128-1線終點路口。續行可接區道中89-3線起點。
區道中128-1線（樹德路）是東區至新光的道路，也是本地區的一條內部縱向連絡道路，其北側端點位於本地區北部太平區、北屯區交界處。由此向南南西行，止於本地區南部邊界處的區道中128線終點、區道中89-3線起點路口。

## 學校
- 臺中市立新光國民中學
- 臺中市太平區新光國民小學